# Leulinghen-Bernes
Leulinghen-Bernes é uma comuna francesa na região administrativa de Altos da França, no departamento de Pas-de-Calais. Estende-se por uma área de 6,9 km². Em 2010 a comuna tinha 493 habitantes (densidade: 71,4 hab./km²).